# 平塚市消防本部
平塚市消防本部（ひらつかししょうぼうほんぶ）は、神奈川県平塚市の消防部局（消防本部）。管轄区域は平塚市全域。

## 概要

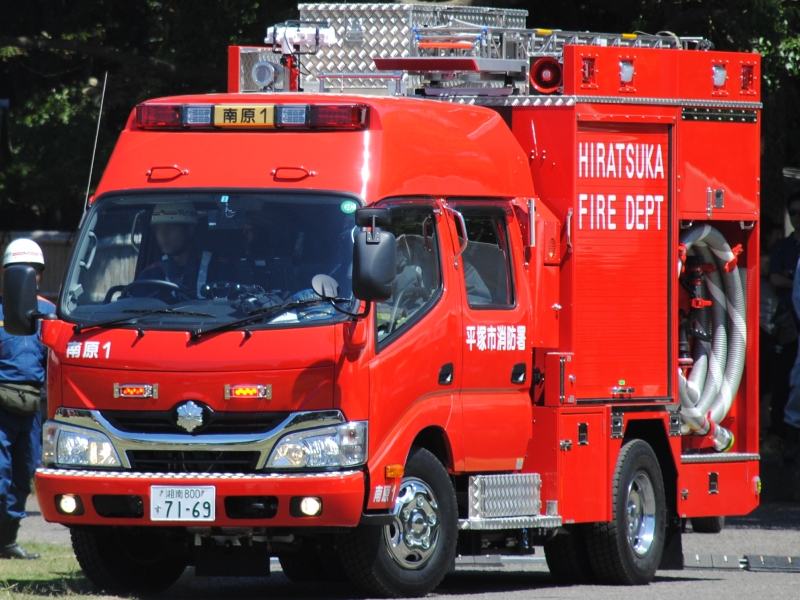
ポンプ車
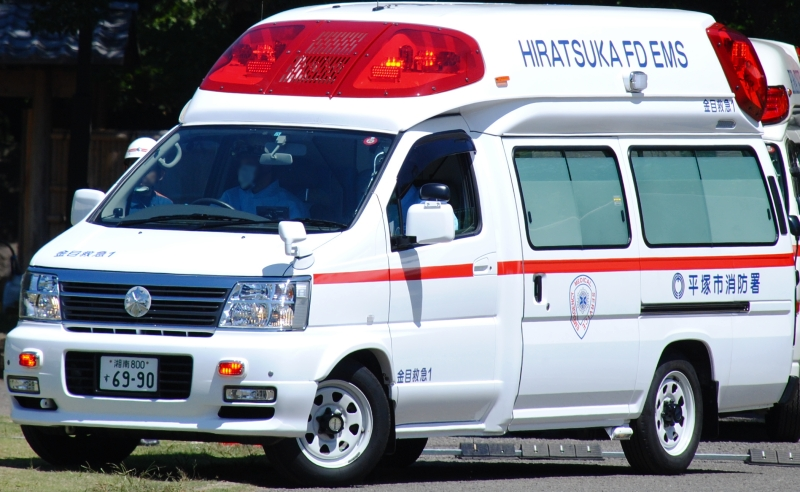
救急車
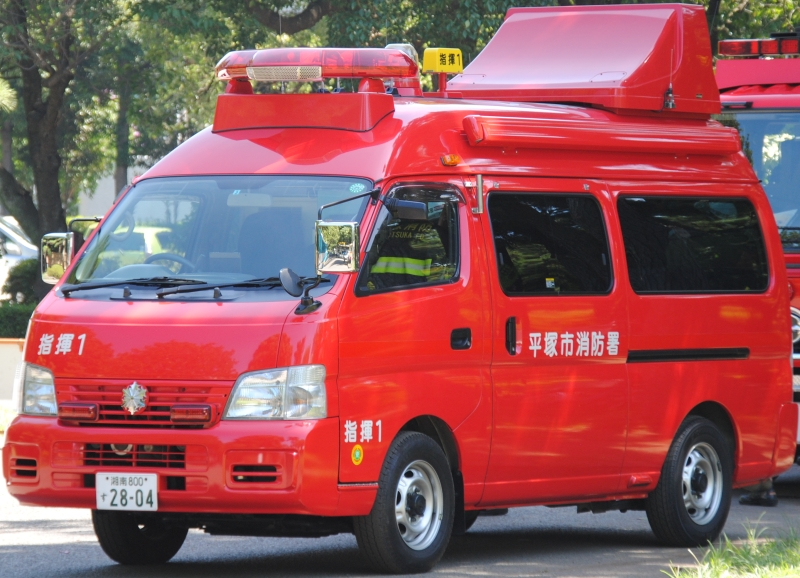
指揮車
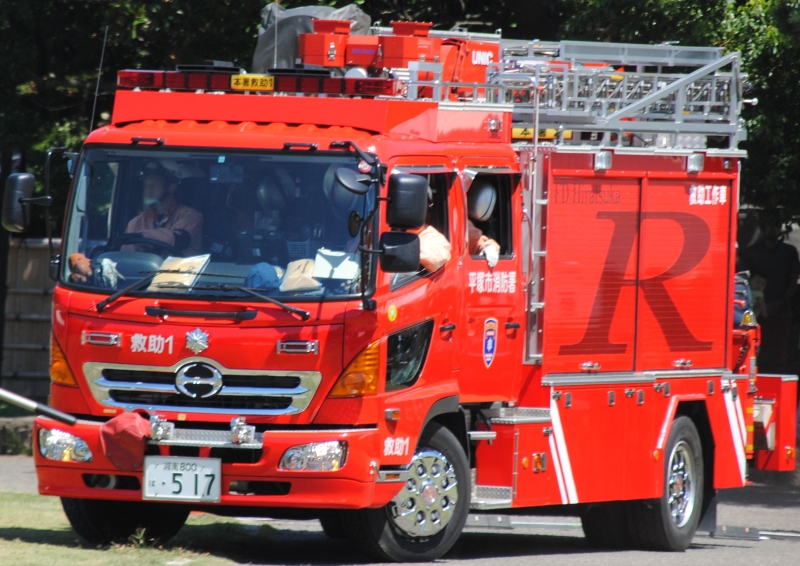
救助工作車
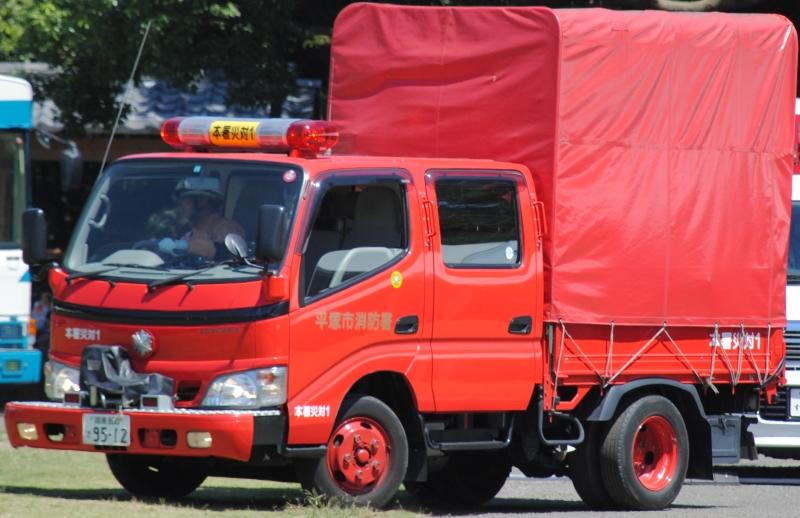
資機材搬送車
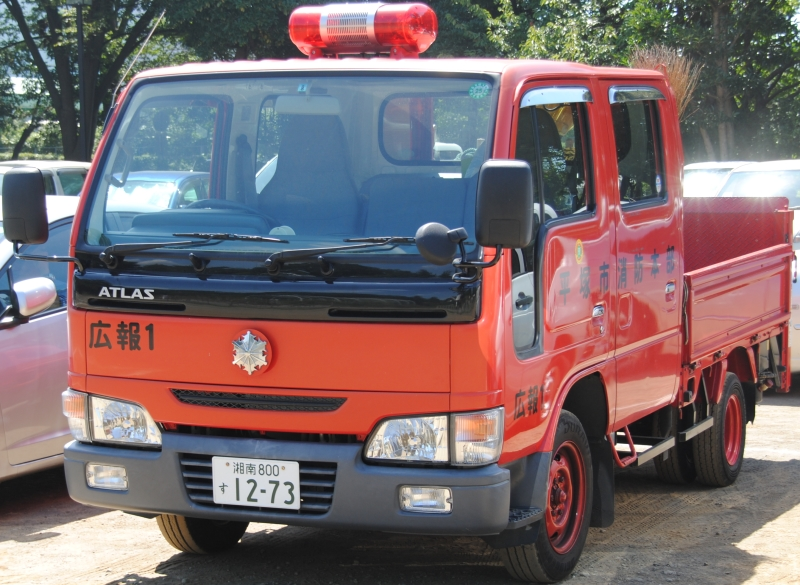
広報車

- 消防本部：平塚市浅間町9-1
- 管内面積：67.88km2
- 職員定数：257人
- 消防署1カ所、出張所6カ所、分遣所1カ所
- 主力機械（2018年4月1日現在）
  - 小型動力ポンプ：20
  - 普通消防ポンプ自動車：10[1]（内非常用2）
  - 水槽付消防ポンプ自動車：1
  - 化学消防自動車：2
  - 45ｍ級はしご付消防自動車：1
  - 屈折はしご付消防自動車：2
  - 救助工作車：1
  - 災害対策車：6
  - 救急自動車：3[2][3]
  - 高規格救急自動車：8（内非常用2と平塚市民病院の派遣型救急ワークステーション用車両含む）
  - 指揮車：1
  - 整備連絡車：1
  - 指令車：1
  - 広報車：3
  - 偵察車：1
  - 支援車：1
  - バギー：1
  - 津波・大規模 風水害対策車：1
  - ボートトレーラー：1
  - 水上バイク：1

【主力機械に関する参考文献：平塚市消防年報　2017年版】
- ポンプ車
- 救急車
- 指揮車
- 救助工作車
- 資機材搬送車
- 広報車

## 沿革
- 1948年11月　平塚市消防本部、平塚市消防署を開設する。
- 1958年3月　大野出張所を開設する。
- 1958年9月　救急車を配置し、救急業務を開始する。
- 1963年10月　海岸出張所を開設する。
- 1964年11月　消防庁舎が落成し、現在地に移転する。
- 1967年3月　南原出張所を開設する。
- 1968年3月　神田出張所を開設する。
- 1969年3月　金目出張所を開設する。
- 1971年12月　金目出張所土沢分遣所を開設する。
- 1987年6月　消防庁舎の新改築工事が完了する。
- 1993年12月　初の高規格救急車を消防署に配置する。
- 1994年3月　旭出張所を開設する。これに伴い、旭出張所土沢分遣所となる。
- 2000年3月　南原出張所を開設する。
- 2012年10月　大野出張所が新築移転する。
- 2016年
  - 4月　本署第2救急隊が発足する。
  - 11月　神田出張所が新築され、運用開始される。

## 組織
- 本部 - 消防総務課、予防課、消防救急課、情報指令課
- 消防署 - 管理課、警備課

## 消防署
| 消防署       | 住所      | 出張所                                                                                            | 分遣所          |
| ------------ | --------- | ------------------------------------------------------------------------------------------------- | --------------- |
| 平塚市消防署 | 浅間町9-1 | 大野：東豊田448-3 海岸：菫平12-4 南原：南原1-26-8 神田：横内1018 金目：南金目1256-1 旭：公所702-6 | 土沢：上吉沢395 |

## 不祥事・事故
- 2020年1月16日 - 男性消防士長（37歳）が、2019年11月３日午前８時頃、消防本部庁舎内の女性用更衣室兼仮眠室に侵入し、ハンガーにかけてあった救急用感染防止衣のサイドポケットに録画モードにしたスマートフォンを仕掛けた。女性職員が部屋を出る際にスマートフォンを発見、上司に報告して発覚した。市によると男性消防士長は10月にも同様の手口で盗撮行為に及び、撮影はできなかったとも供述している。平塚市は1月16日、男性消防士長を停職（6ヵ月）の懲戒処分とした、男性消防士長は同日付で依願退職。また、警察は建造物侵入罪や県迷惑行為防止条例違反の疑いで調べている[4]。